# Anthothoe chilensis
Anthothoe chilensis är en havsanemonart som först beskrevs av René-Primevère Lesson 1830.  Anthothoe chilensis ingår i släktet Anthothoe och familjen Sagartiidae. Inga underarter finns listade i Catalogue of Life.